# Coupe d'Europe des clubs d'échecs
La Coupe d'Europe des clubs d'échecs (European Chess Club Cup) est une compétition d'échecs par équipes dans laquelle s'affrontent les meilleurs clubs d'Europe. Les matchs ont lieu sur six échiquiers. La coupe est organisée depuis 1976 par l'European Chess Union sous l'égide de la Fédération internationale des échecs. Elle avait lieu au départ tous les trois ans (jusqu'en 1982), et ensuite tous les deux ans de 1982 à 1992. Elle se déroule enfin tous les ans depuis 1993.
Le système utilisé a varié dans le temps. Depuis 2000, il s'agit d'un système suisse en 7 rondes. Il y a deux compétitions en parallèle : d'une part une épreuve où les équipes mixtes sont autorisées, et d'autre part une compétition féminine.
Les fédérations membres de l'ECU peuvent inscrire une équipe dans cette compétition, celles qui disposent d'un championnat interclubs national peuvent envoyer deux équipes, et les cinq plus fortes fédérations peuvent en envoyer plus.

## Palmarès

### Multiples vainqueurs
8 victoires au tournoi féminin
- CE Monte-Carlo (en 2007, 2008, 2010, 2012, 2013, 2016, 2018, 2020)

4 victoires au tournoi féminin
- Nona Batoumi (en 2014, 2015, 2017 et 2019)

4 victoires au tournoi mixte
- Bosna Sarajevo (1994, 1999, 2000 et 2002)

3 victoires au tournoi mixte
- CSKA Moscou (1986, 1988 et 1989)
- AVE Nový Bor (2013, 2022 et 2024)

2 victoires au tournoi mixte
- Bourevestnik Moscou (1976 et 1978)
- Solingen SG (1976 et 1990)
- Lyon Oyonnax (1993 et 1994)
- Paris NAO (2003 et 2004)
- Tomsk-400 (2005 et 2006)
- Economist Saratov (2009 et 2010)
- SOCAR Bakou (2012 et 2014)
- Siberia Novossibirsk (2015 et 2017)
- Mednyi Vsadnik Saint-Pétersbourg (2018 et 2021)

3 victoires au tournoi féminin
- Agrouniverzal Zemun (en 1996, 2000 et 2001)

2 victoires au tournoi féminin
- NTN Tbilissi (en 2004 et 2005).

### Palmarès mixte

#### Avant 2000
Depuis 1975-1976, les matchs entre les équipes se disputent sur six échiquiers.
| Éd. | Lieu de la finale | Année(s)  | Vainqueur(s)                    | Deuxième (ou finaliste)       | Système                                            | Équipes inscrites |
| --- | ----------------- | --------- | ------------------------------- | ----------------------------- | -------------------------------------------------- | ----------------- |
| 0   | Belgrade          | 1956      | Partizan Belgrade               | Einheit Ost Dresde            | Tournoi toutes rondes (matchs sur 4 échiquiers)    | 9                 |
| 1   | Solingen          | 1975-1976 | Bourevestnik Moscou Solingen SG | Finale terminée par l'égalité | Coupe (tournoi k.o. matchs aller et retour)        | 20                |
| 2   | Bad Lauterberg    | 1977-1979 | Bourevestnik Moscou             | Volmac Rotterdam              | Coupe (tournoi k.o. matchs aller et retour)        | 23                |
| 3   | Budapest          | 1980-1982 | Spartacus Budapest              | Bourevestnik Moscou           | Coupe (tournoi k.o. matchs aller et retour)        | 24                |
| 4   | Moscou            | 1983-1984 | Troud Moscou                    | Bourevestnik Moscou           | Coupe (tournoi k.o. matchs aller et retour)        | 28                |
| 5   | Moscou            | 1985-1986 | CSKA Moscou                     | Troud Moscou                  | Coupe (tournoi k.o. matchs aller et retour)        | 27                |
| 6   | Rotterdam         | 1987-1988 | CSKA Moscou                     | Honved Budapest               | Trois tours éliminatoires Finale toutes rondes à 4 | 28                |
| 7   | Solingen          | 1989-1990 | CSKA Moscou Solingen SG         | Finale terminée par l'égalité | Coupe (tournoi k.o. matchs aller et retour)        | 29                |
| 8   | Munich            | 1991-1992 | Bayern Munich                   | Poliot Tcheliabinsk           | Coupe (tournoi k.o. matchs aller et retour)        | 31                |
| 9   | Hilversum         | 1993      | Lyon Oyonnax                    | Honved Budapest               | 7 poules qualificatives Finale : coupe à 8         | 53                |
| 10  | Lyon              | 1994      | Lyon Oyonnax Bosna Sarajevo     | Finale terminée par l'égalité | 7 poules qualificatives Finale : coupe à 8         | 49                |
| 11  | Ljubljana         | 1995      | Erevan                          | Honved Budapest               | 7 poules qualificatives Finale : coupe à 8         | 54                |
| 12  | Budapest          | 1996      | TatTransGaz-Itil Kazan          | SK Borovo Vukovar 91          | 7 poules qualificatives Finale : coupe à 16        | 49                |
| 13  | Kazan             | 1997      | Ladia Megregiongaz Azov         | Polonia Varsovie              | 7 poules qualificatives Finale : coupe à 8         | 57                |
| 14  | Belgrade          | 1998      | Panfox Bréda                    | Polonia Varsovie              | 7 poules qualificatives Finale : coupe à 8         | 20                |
| 15  | Bugojno           | 1999      | ŠK Bosna Sarajevo               | Agrouniversal Zemun           | 6 poules qualificatives Finale : coupe à 8         | 49                |

#### Depuis 2000: système suisse
Depuis 2000, la coupe d'Europe est organisée suivant un système suisse de sept rondes avec des matchs sur six échiquiers (à l'exception de la coupe d'Europe disputée en ligne au printemps 2021).
| Éd. | Lieu            | Année | Vainqueur                          | Deuxième                           | Troisième                          | Équipes      |
| --- | --------------- | ----- | ---------------------------------- | ---------------------------------- | ---------------------------------- | ------------ |
| 16  | Neum            | 2000  | Bosna Sarajevo                     | Saint-Pétersbourg                  | Sv Ordina Bréda                    | 34           |
| 17  | Panormos        | 2001  | Nikel Norilsk                      | Polonia Varsovie                   | Gazovik Tioumen                    | 39           |
| 18  | Kallithéa       | 2002  | ŠK Bosna Sarajevo                  | Nikel Norilsk                      | Polonia Varsovie                   | 43           |
| 19  | Réthymnon       | 2003  | Paris NAO                          | Polonia Varsovie                   | ŠK Kiseljak                        | 45           |
| 20  | Izmir           | 2004  | Paris NAO                          | ŠK Bosna Sarajevo                  | Ladia Kazan                        | 36           |
| 21  | Saint-Vincent   | 2005  | Tomsk-400                          | Polonia Varsovie                   | Paris NAO                          | 48           |
| 22  | Fügen           | 2006  | Tomsk-400                          | Lakia Kazan                        | Oural Sverdlovsk                   | 46           |
| 23  | Kemer (Antalya) | 2007  | Linex Magic-Mérida                 | Oural Sverdlovsk                   | Tomsk-400                          | 56           |
| 24  | Kallithea       | 2008  | Sverdlovsk Oural                   | Baden-Baden                        | PVK Kiev                           | 64           |
| 25  | Ohrid           | 2009  | Economist Saratov                  | Mika Erevan                        | Sverdlovsk Oural                   | 54           |
| 26  | Plovdiv         | 2010  | Economist Saratov                  | Ougra Khanty-Mansiïsk              | Tchernihiv                         | 49           |
| 27  | Rogaška Slatina | 2011  | Saint-Pétersbourg                  | SOCAR Bakou                        | G-Team Nový Bor                    | 62           |
| 28  | Eilat           | 2012  | SOCAR Bakou                        | Saint-Pétersbourg                  | ChSM-64 Moscou                     | 34           |
| 29  | Rhodes          | 2013  | G-Team Nový Bor                    | Malakhit Iekaterinbourg            | SOCAR Bakou                        | 53           |
| 30  | Bilbao          | 2014  | SOCAR Bakou                        | G-Team Nový Bor                    | Malakhit Iekaterinbourg            | 52           |
| 31  | Skopje          | 2015  | Siberia Novossibirsk               | SOCAR Bakou                        | Mednyi Vsadnik (Saint-Pétersbourg) | 50           |
| 32  | Novi Sad        | 2016  | Alkaloid (Skopje)                  | Mednyi Vsadnik (Saint-Pétersbourg) | SHSM Moscou                        | 63           |
| 33  | Antalya         | 2017  | Globus Siberia Novossibirsk        | Alkaloid                           | Odlar Yurdu                        | 36           |
| 34  | Porto Carras    | 2018  | Mednyi Vsadnik (Saint-Pétersbourg) | AVE Nový Bor                       | Molodejka                          | 61           |
| 35  | Ulcinj          | 2019  | Obiettivo Risarcimento Padoue      | AVE Nový Bor                       | Mednyi Vsadnik                     | 66           |
|     | Internet        | 2021  | SF Deizisau e-V                    | Clichy Échecs 92                   | Mednyi Vsadnik                     | 10 en finale |
| 36  | Struga          | 2021  | Mednyi Vsadnik (Saint-Pétersbourg) | Novy Bor                           | Vugar Gashimov                     | 38           |
| 37  | Mayrhofen       | 2022  | AVE Nový Bor                       | Clichy Échecs 92                   | SC Viernheim 1934 e.V.             | 70           |
| 38  | Durrës          | 2023  | Offerspill Sjakklubb               | Nový Bor                           | Göktürk Satranç Akademi            | 84           |
| 39  | Vrnjačka Banja  | 2024  | AVE Nový Bor                       | Alkaloid                           | Vados Chess Club                   | 84           |

### Composition des équipes vainqueur de la coupe d'Europe

#### 1975 à 1999
- 1975-1976 : titre partagé
  - Bourevestnik Moscou (URSS) : V. Smyslov, B. Goulko, M. Taïmanov, M. Dvoretski, L. Alburt, I. Razouvaïev, I. Balachov, V. Baguirov, T. Guéorgadzé, S. Makarytchev, S. Palatnik, A. Pantchenko et J. Estrine
  - Solingen SG (RFA) : R. Hübner, L. Kavalek, H. Hecht, B. Kurajica, H. Westerinen, Albéric O'Kelly, H. Lehmann, M. Gerusel et G. Capelan
- 1977-1979 : Bourevestnik Moscou (URSS) : I. Balachov, V. Smyslov, T. Guéorgadzé, I. Razouvaïev, V. Baguirov, A. Kotchiev, S. Dolmatov, L. Alburt, M. Dvoretski, S. Palatnik
- 1980-1982 : Spartacus Budapest (Hongrie) : I. Csom, P. Benko, I. Faragó, J. Pintér, P. Lukács, E. Haag, P. Szilagyi et A. Schneider
- 1983-1984 : Troud (URSS) : A. Beliavski, M. Tal, O. Romanichine, I. Dorfman, G. Kouzmine, A. Mikhaltchichine, A. Sokolov, V. Baguirov, V. Tsechkovski, L. Ioudassine
- 1985-1986 : CSKA Moscou (URSS) : A. Karpov, A. Youssoupov, V. Toukmakov, S. Lputian, S. Makarytchev, E. Geller, E. Vassioukov, V. Malaniouk, E. Vladimirov, A. Kharitonov, A. Yermolinski, A. Vyjmanavine
- 1987-1988 : CSKA Moscou (URSS) : A. Youssoupov, V. Toukmakov, S. Lputian, S. Makarytchev, V. Malaniouk, V. Tchekhov, E. Vladimirov, A.Khalifman, A. Kharitonov, E. Pigoussov, A. Vyjmanavine
- 1989-1990 : titre partagé
  - SG Solingen (RFA) : N. Short, B. Spassky, R. Hûbner, L. Kavalek, E. Lobron, R. Lau, J. Dueball, B. Schneider
  - CSKA Moscou (URSS) : V. Toukmakov, V. Ivantchouk, E. Vladimirov, A. Kharitonov, S. Makarytchev, E. Vassioukov, L. Iourtaïev, R. Dautov, A. Dreïev, S. Kisseliov
- 1991-1992 : Munich (Allemagne) : R. Hübner, Z. Ribli, J. Hjartarson, S. Kindermann, U. Bönsch, K. Bischoff, G. Hertneck, P. Schlosser[11]
- 1993 : Lyon Oyonnax : J. Lautier, V. Anand, V. Salov, I. Dorfman, A. Vaïsser, B. Kouatly, M. Sharif
- 1994 : titre partagé
  - ŠK Bosna Sarajevo : G. Kasparov, I. Sokolov, Z. Azmaiparashvili, S. Lputian, B. Kurajica, E. Dizdarević, N. Nikolic, Z. Baslagic
  - Lyon-Oyonnax : J. Lautier, V. Anand, E. Bareïev, I. Dorfman, A. Vaïsser, M. Sharif, D. Marciano
- 1995 : Erevan (Arménie) : V. Akopian, S. Lputian, A. Anastasian, A. Minasian, N. Kalantarian, A. Yegiazarian (aucun remplaçant)
- 1996 : TatTransGaz-Itil Kazan (Russie) : A. Dreïev, R. Dautov, A. Vyjmanavine, A. Kharlov, V. Bologan, I. Ibraguimov, V. Tsechkovski
- 1997 : Ladia Megregiongaz Azov (Russie) : E. Bareïev, P. Svidler, M. Krasenkow, V. Zviaguintsev, A. Onischuk, I. Iakovitch, S. Dolmatov, K. Landa, N. Pouchkov[11]
- 1998 : Panfox Bréda (Pays-Bas) : Loek van Wely, J. Timman, M. Adams, J. Lautier, M. Gourevitch, R. Vaganian, J. Hodgson, J. van der Wiel
- 1999 : ŠK Bosna Sarajevo : E. Bareïev, V. Topalov, I. Sokolov, J. Piket, Z. Kožul, B. Kurajica, E. Dizdarević[11], Z. Galic[11]

#### Depuis 2000 (système suisse)
Les équipes sont composées de six joueurs et de deux (parfois un seul) remplaçants qui s'affrontent sur six échiquiers
- 2000 : ŠK Bosna Sarajevo : E. Bareïev, K. Georgiev, S. Movsessian, I. Sokolov, Z. Kožul, S. Atalik, B. Kurajica, E. Dizdarević[11]
- 2001 : Nikel Norilsk (Russie) : S. Dolmatov, A. Grichtchouk, S. Roublevski, V. Zviaguintsev, V. Malakhov, A. Roustemov, I. Glek, S. Smaguine[11]
- 2002 : ŠK Bosna Sarajevo : M. Adams, A. Chirov, I. Sokolov, S. Movsessian, T. Radjabov, Z. Kozul, B.Kurajica[11], E. Dizdarević[11]
- 2003 : NAO Paris : A. Grichtchouk, P. Svidler, M. Adams, J. Lautier, F. Vallejo Pons, É. Bacrot, L. Fressinet, I. Nataf[11]
- 2004 : NAO Paris : A. Grichtchouk, M. Adams, J. Lautier, F. Vallejo Pons, É. Bacrot, T. Radjabov, L. Fressinet, I. Nataf
- 2005 : Tomsk-400 (Russie) : L. Aronian, V. Bologan, D. Iakovenko, V. Tkachiev, P. Smirnov, E. Inarkiev, A. Belozerov (seul remplaçant)
- 2006 : Tomsk-400 (Russie) : A. Morozevitch, D. Iakovenko, V. Bologan, V. Tkachiev, E. Inarkiev, P. Smirnov, I. Nepomniachtchi, A. Belozerov
- 2007 : Linex Magic Mérida (Espagne) : G. Kamsky, M. Adams, S. Roublevski, G. Sargissian, I. Chéparinov, M. Pérez Candelario, I. Cappezas[11] (seul remplaçant)
- 2008 : Oural Sverdlovsk (Russie) : T. Radjabov, G. Kamsky, A. Chirov, A. Grichtchouk, V. Malakhov, A. Motylev, A. Dreïev, N. Rachkovski[11]
- 2009 : Ekonomist Saratov (Russie) : E. Alekseïev, P. Eljanov, E. Tomachevski, Bu X., Ni Hua, A. Moïssenko, D. Andreïkine, M. Roiz
- 2010 : Ekonomist Saratov (Russie) : P. Eljanov, E. Tomachevski, E. Alekseïev, D. Andreïkine, A. Moiseenko, Ni Hua, M. Roiz (seul remplaçant)
- 2011 : Saint-Pétersbourg (Russie) : P. Svidler, N. Vitiougov, S. Movsessian, Z. Efimenko, V. Zviaguintsev, I. Khaïroulline, M. Matlakov (seul remplaçant)
- 2012 : SOCAR Bakou (Azerbaïdjan) : T. Radjabov, S. Mamedyarov, V. Topalov, A. Grichtchouk, G. Kamsky, E. Sutovsky, E. Safarli, G. Gousseinov
- 2013 : G-Team Nový Bor (République tchèque) : D. Navara, R Wojtaszek, V. Láznička, K. Sasikiran, Z. Hráček, M. Bartel, R. Cvek (seul remplaçant)
- 2014 : SOCAR Bakou (Azerbaïdjan) : S. Mamedyarov, V. Topalov, M. Adams, A. Giri, T. Radjabov, Wang Hao, A. Korobov, E Safarli
- 2015 : Siberia Novossibirsk (Russie) : V. Kramnik, L. Aronian, A. Grichtchouk, Li Chao, Wang Yue, A. Korobov, D. Kokarev, D. Botcharov
- 2016 : Alkaloid (Macédoine) : Ding Liren, D. Andreïkine, P. Eljanov, D. Iakovenko, Yu Yangyi, Y. Kryvoroutchko, T. Nedev, F. Pancevski
- 2017 : Globus (Russie) : V. Kramnik, S. Mamedyarov, A. Grichtchouk, S. Kariakine, A. Giri, I. Nepomniachtchi, A. Korobov, D. Khismatoulline
- 2018 :  Mednyi Vsadnik (Saint-Pétersbourg) : P. Svidler, N. Vitiougov, V. Fedosseïev, M. Matlakov, M. Rodshtein, K. Alekseïenko, A. Goganov
- 2019 : Obiettivo Risarcimento Padoue : R. Rapport, M. Adams, P. Lékó, F. Vallejo Pons, G. Jones, Ivan Šarić, D. Vocaturo, S. Brunello
- 2021 en ligne : SF Deizisau e.V. : M. Blübaum, A. Donchenko, G. Meier, A. Heimann, V. Keymer, D. Kollars
- 2021 : Mednyi Vsadnik (Saint-Pétersbourg) : P. Svidler, A.Essipenko, V. Fedosseïev, K. Alekseïenko, M. Matlakov, P. Ponkratov, K. Sakaïev, A. Goganov
- 2022 : AVE Nový Bor : Harikrishna, Vidit, R. Wojtaszek, D. Navara, T.D. Van Nguyen, N. Grandelius, D. Antón Guijarro, M. Ragger
- 2023 : Offerspill Sjakklubb : M. Carlsen, R. Sadhwani, A. Tari, Pranav V, E. Hansen, Johan-Sebastian Christiansen, F. Urkedal, B. Haldorsen
- 2024 : AVE Nový Bor : Vidit, V. Keymer, Harikrishna, D. Navara, D. Antón Guijarro, T.D. Van Nguyen, N. Grandelius, M. Bartel

### Palmarès féminin
Le tournoi féminin est disputé en sept rondes depuis 1999. Les trois premières éditions comprenaient une phase de poules suivie d'un tournoi à élimination directe entre huit équipes. Les matchs ont lieu sur quatre échiquiers. En 2012 et 2014, seules huit équipes s'affrontaient en un  tournoi toutes rondes.
| Édition Année | Édition Année | Lieu                 | Vainqueur                | Composition de l'équipe                                                       |
| ------------- | ------------- | -------------------- | ------------------------ | ----------------------------------------------------------------------------- |
| 1             | 1996          | Smederevska Palanka  | Agrouniverzal Zemun      | A. Marić, A. Galliamova, M. Marić, S. Maksimović                              |
| 1             | 1996          | Smederevska Palanka  | Merani Tbilissi          | M. Tchibourdanidzé, N. Gurieli, N. Khourtsidzé, N. Alexandria                 |
| 2             | 1997          | Rijeka               | Goša Smederevska Palanka | N. Bojković, N. Gaprindashvili, M. Petrović, A. Benderać                      |
| 3             | 1998          | Wuppertal            | AEM-Luxten Timișoara     | N. Joukova, C. Foisor, C. Peptan, E. Cosma                                    |
| 4             | 1999          | Nova Gorica          | Rudenko School Kherson   | N. Joukova, E. Kovalevskaïa, T. Vassilievitch, T. Melamed                     |
| 5             | 2000          | Halle                | Agrouniverzal Zemun      | A. Marić, A. Galliamova, S. Proudnikova, I. Tchelouchkina                     |
| 6             | 2001          | Belgrade             | Agrouniverzal Zemun      | A. Marić, N. Khourtsidzé, T. Stepovaïa, S. Proudnikova, I. Tchelouchkina      |
| 7             | 2002          | Antalya              | BAS Belgrade             | N. Bojković, T. Vassilievitch, I. Gaponenko, M. Manakova, G. Marković         |
| 8             | 2003          | Réthymnon            | SK Internet CG Podgorica | S. Matveïeva, A. Kosteniouk, I. Tchelouchkina, A. Benderać , V. Živković      |
| 9             | 2004          | Izmir                | NTN Tbilissi             | N. Dzagnidzé, M. Lomineichvili, L. Javakhichvili, A. Matnadzé, S. Gvetadzé    |
| 10            | 2005          | Saint-Vincent        | NTN Tbilissi             | N. Dzagnidzé, M. Lomineichvili, L. Javakhichvili, A. Matnadzé, T. Tsereteli   |
| 11            | 2006          | Fügen                | Mika Erevan              | M. Tchibourdanidzé, E. Danielian, N. Khourtsidzé, N. Aginian                  |
| 12            | 2007          | Kemer (Antalya)      | CE de Monte-Carlo        | Humpy Koneru, Pia Cramling, Zhu Chen, M. Soćko, A. Skripchenko                |
| 13            | 2008          | Chalcidique          | CE de Monte-Carlo        | Humpy Koneru, Pia Cramling, N. Dzagnidzé, M. Soćko, A. Skripchenko            |
| 14            | 2009          | Ohrid                | Spartak Vidnoïe          | T. Kosintseva, A. Stefanova, N. Kosintseva, K. Lagno, E. Ovod                 |
| 15            | 2010          | Plovdiv              | CE de Monte-Carlo        | Humpy Koneru, Pia Cramling, A. Mouzytchouk, M. Mouzytchouk, A. Skripchenko    |
| 16            | 2011          | Rogaška Slatina      | AVS Krasnotourinsk       | A. Stefanova, N. Kosintseva, N. Pogonina, V. Čmilytė, M. Mouzytchouk          |
| 17            | 2012          | Eilat                | CE de Monte-Carlo        | Hou Yifan, Humpy Koneru, A. Mouzytchouk, Pia Cramling, A. Skripchenko         |
| 18            | 2013          | Rhodes               | CE de Monte-Carlo        | Hou Yifan, Humpy Koneru, A. Mouzytchouk, Pia Cramling, A. Skripchenko         |
| 19            | 2014          | Bilbao               | Nona Batoumi             | N. Dzagnidzé, B. Khotenachvili, S. Melia, N. Batsiachvili, M. Mikadzé         |
| 20            | 2015          | Skopje               | Nona Batoumi             | N. Dzagnidzé, B. Khotenachvili, L. Javakhichvili, N. Batsiachvili, M. Mikadzé |
| 21            | 2016          | Novi Sad             | CE de Monte-Carlo        | Hou Yifan, A. Mouzytchouk, M. Mouzytchouk, Pia Cramling, A. Skripchenko       |
| 22            | 2017          | Antalya              | Nona Batoumi             | N. Dzagnidzé, D. Harika, N. Batsiachvili, B. Khotenachvili, S. Melia          |
| 23            | 2018          | Porto Carras         | CE de Monte-Carlo        | A. Mouzytchouk, Pia Cramling, M. Soćko, D. Cornette, A. Skripchenko           |
| 24            | 2019          | Ulcinj               | Nona Batoumi             | N. Dzagnidzé, L. Javakhichvili, N. Batsiachvili, B. Khotenachvili, S. Melia   |
|               | 2021          | Compétition en ligne | CE de Monte-Carlo        | A. Goriatchkina, N. Dzagnidzé, E. Pähtz, Pia Cramling, M. Soćko               |
| 25            | 2021          | Struga               | Oural Sud                | D. Saduakassova, V. Gounina, O. Badelka, A. Maltsevskaïa, E. Solojenkina      |
| 26            | 2022          | Mayrhofen            | ASVOe Pamhagen           | E. Danielan, A. Ushenina, I. Osmak, A. Maltsevskaïa (pas de remplaçante)      |
| 27            | 2023          | Durrës               | Superchess               | N. Batsiachvili, D. Wagner, I. Bulmaga, M. Efroimski, E. Roebers              |
| 28            | 2024          | Vrnjacka Banja       | TAJFUN-ŠK Ljubljana      | N. Dzagnidzé, Zhu Jiner, O. Badelka, L. Unuk, Z. Urh                          |